# Poul-Erik Heilbuth
Poul-Erik Heilbuth er en prisbelønnet dansk dokumentarist.
Han er journalist og har lavet flere dokumentarfilm for DR og modtaget over 20 priser.
I 2018 blev Poul-Erik Heilbuth hædret af den danske tv-branche, som tildelte ham æresprisen Årets Otto for ”hans høje ambitionsniveau", ”hans insisteren på det velresearchede” og hans ”utrættelige søgen efter sandheden”.
En række af Poul-Erik Heilbuths dokumentarer er vist i lande verden over, og ikke mindst Poul-Erik Heilbuths film fra 2015 om – og med – den verdensberømte whistleblower Edward Snowden vakte international opsigt. Filmen ’Snowdens store flugt’ vandt siden prisen som bedste dokumentar ved uddelingen af Tysklands svar på de amerikanske Emmy’er.
I 2011 var det ligeledes lykkedes Poul-Erik Heilbuth, at få en anden international nøglefigur i tale. I dokumentarfilmen ‘Manden, som løj verden i krig’ afdækkes fortællingen om informanten Curveball, hvis historie var med til at sende en hel verden ud i Irak-krigen i 2003. Dokumentarfilmen Manden der løj verden i krig om Curveball blev vist på DR1 i 2010.
Den vandt en AIB-pris i kategorien 'bedste undersøgende dokumentar'.
Han har haft 4 dokumentarfilm på den Internationale Dokumentarfilm festival Amsterdam: De kemiske børn (2001), The other Europe (2006), Prisoners of the past (2008), Manden der løj verden i krig (2011).
Inden Poul-Erik Heilbuth kastede sig over dokumentarfilmene arbejdede han blandt andet sammen med Hans Otto Bisgaard og Monica Krog-Meyer på P3’s populære ungdomsprogram Radio Rita.
Udvalgte dokumentarfilm
- ”The Chemical Kids”, 2001[9]
- ”For Klog til Danmark” (”Home, Sweet Home”), 2003[10]
- “Den dyre støtte” (“Nailed to the Bottom”), 2004[11]
- “Fanget i Fortiden” (“Prisoners of the Past”), 2008[12]
- “Manden som løj verden i krig” (“The Man who lied the world into war”), 2011[5]
- “The Dark Side of a Pill”, 2013[13]
- “Østarbejdernes bagmænd” (“Race to the Bottom”), 2014[14]
- ”Menneskesmuglerne” (”Human Smugglers – The Network”), 2017[15]
- Gangster (ufærdig)

## Kontroverser
I 2019 valgt Poul-Erik Heilbuth at stoppe sit arbejde for Danmarks Radio, grundet uoverensstemmelser med ledelsen for DR Nyheder. Uoverensstemmelserne har udgangspunkt i Heilbuth's film Gangster om unge kriminelle med anden etnisk baggrund end dansk, og filmen er aldrig blevet færdiggjort.